# Гарбузы (Харьковская область)
Гарбузы (укр. Гарбузи) — село,
Степнянский сельский совет,
Богодуховский район,
Харьковская область, Украина.
Код КОАТУУ — 6320888202. Население по переписи 2001 г. составляет 12 (6/6 м/ж) человек.

## Географическое положение
Село Гарбузы́ находится в верховьях безымянного ручья, притока реки Иваны.
В 4-х км расположено село Ивано-Шийчино.

## Происхождение названия
Украинское укр. гарбузи — тыквы.

## История
- 1918 — дата основания.
- В 1940 году, перед ВОВ, на хуторе Гарбузы было 15 дворов.[1]

## Экономика
- В селе есть свинотоварная ферма.

## Экология
Через село проходит ЛЭП 330 кВ.